# 281 Лукреція
281 Лукреція (281 Lucretia) — астероїд головного поясу, відкритий 31 жовтня 1888 року Йоганном Палізою у Відні.